# Аникин, Василий Васильевич
Василий Васильевич Аникин (род. 12 октября 1952) — советский борец классического стиля, чемпион и призёр чемпионатов СССР и Европы, мастер спорта СССР международного класса (1976). Увлёкся борьбой в 1967 году. Выступал в первой наилегчайшей весовой категории (до 48 кг). Представлял Вооружённые Силы (Ташкент). В 1973 году выполнил норматив мастера спорта СССР. Участвовал в восьми чемпионатах СССР (1975—1982). Оставил большой спорт в 1983 году.

## Спортивные результаты
- Чемпионат СССР по классической борьбе 1976 года — ;
- Чемпионат СССР по классической борьбе 1977 — 5 место;
- Чемпионат СССР по классической борьбе 1978 года — ;
- Чемпионат СССР по классической борьбе 1981 года — ;
- Чемпионат СССР по классической борьбе 1982 года — ;